# Mammut (2009)
Mammut (Originaltitel Mammoth) ist ein schwedisch-dänisch-deutsches Filmdrama des Regisseurs und Drehbuchautors Lukas Moodysson aus dem Jahr 2009.

## Handlung
Ellen und Leo Vidales sind ein erfolgreiches Ehepaar, das in New York City lebt. Leo ist ein leidenschaftlicher Computerspieler, der aus seinem Hobby mit einer Internetplattform einen gewinnbringenden Beruf gemacht hat. Ellen arbeitet als Chirurgin in einem unterbesetzten Krankenhaus und hat, auch weil sie in Schichten arbeitet, nur wenig Zeit für die gemeinsame Tochter Jackie, die vor allem vom Hausmädchen Gloria betreut wird. Gloria kommt von den Philippinen, wo sie zwei Söhne zurückgelassen hat. Ihre Arbeit in New York soll ihnen eine bessere Zukunft sichern. Doch die Söhne leiden unter der Abwesenheit der Mutter.
Leo muss mit seinem Geschäftspartner Bob auf eine Geschäftsreise nach Thailand. Seine einzige Aufgabe ist es, dort einen millionenschweren Vertrag zu unterzeichnen. Auf dem Hinflug erhält er von Bob einen teuren Kugelschreiber mit Mammut-Elfenbeineinlassung. In Bangkok angekommen ziehen sich die Verhandlungen jedoch in die Länge, und Leo beginnt, sich zu langweilen. Seine Frau Ellen rät ihm telefonisch, die Zeit für einen Kurzurlaub zu nutzen. Er fliegt daraufhin auf die Insel Ko Samui.
In New York quält sich Ellen mit einem Notfall. Ein kleiner Junge wird mit Messerstichen eingeliefert, die ihm seine Mutter zugefügt hat, was Ellen auch psychisch stark belastet. In Thailand trifft Leo die Prostituierte Cookie. Er gibt dem Mädchen Geld, damit sie an jenem Abend nach Hause gehen kann und nicht mehr anschaffen muss. Am nächsten Tag besucht sie ihn in seinem Strandhaus und beginnt, Leo als Reiseführerin das Land zu zeigen. Die beiden kommen sich näher und verbringen die Nacht miteinander. Am nächsten Morgen verlässt Leo die noch schlafende Cookie und fliegt zurück nach Bangkok.
Auf den Philippinen treibt die Sehnsucht nach der Mutter den älteren Sohn auf Arbeitssuche. Zunächst schlagen die Versuche jedoch fehl. Als er von seiner Großmutter von Jungen hört, die nur durch das „Schlafen“ mit fremden Männern ihr Geld verdienen, sieht der Junge eine leichte Möglichkeit, an Geld zu kommen. Das Geld soll die Rückkehr der Mutter beschleunigen. Nachts schleicht er sich aus dem Haus und wird tatsächlich von einem Mann auf der Straße angesprochen. Am nächsten Morgen wird der Junge schwer verletzt aufgefunden.
Ellen kämpft derweil um das Leben des verletzten Jungen im Krankenhaus in New York. Sie operiert ihn ein zweites Mal, doch der Junge stirbt während der Operation. Daheim erhält Gloria einen Anruf von den Philippinen mit der schlechten Nachricht über ihren Sohn. Sie verlässt auf der Stelle New York und kehrt nach Hause zurück. Cookie singt am Telefon ihrem Kind, einem Säugling, ein Schlaflied vor. Am nächsten Morgen kommt Leo zurück und bietet sich an, Tochter Jackie zur Schule zu bringen. Das Ehepaar möchte eine neue Betreuung für Jackie suchen.

## Kritiken
„Mammut ist ein gewandtes Stück Filmhandwerk. Der Film ist durchkreuzt von guten Intentionen, klugen Gedanken und einem bewundernswerten Eifer, etwas von solch Gewicht zu erzählen.“

„Auch wenn Mammut nicht ganz das Ziel erreicht, so ist der Inhalt stark, das Engagement warm und der Wille, kompliziert zu sein, bewirkt, dass er die Oberfläche diskutiert ohne oberflächlich zu sein.“

„In gemächlichem Tempo und geschmackvollen Bildern schlendert der Film durch das Elend der Welt und verschränkt seine vorhersehbaren Geschichten in ebenso verkrampfter wie spannungsarmer und psychologisch oberflächlicher Weise.“

„Was ein bemerkenswerter Film hätte werden können – etwa über das aller notwendiger Selbstverwirklichung trotzende schlechte Gewissen westlicher Doppelverdiener, die langsam die Nähe zu ihren Kindern verlieren; oder über die Zerstörung der Familienstrukturen in den ärmeren Ländern, weil die Eltern zwecks Arbeit sonstwohin über den Erdball versprengt sind –, gerät zur Global-Soap.“

„Letztlich kann Mammut dieses Potential aber nicht ausschöpfen und scheitert am eigenen Anspruch. An zu vielen Orten spielen sich zu viele Konflikte um zu viele Figuren ab. Vor allem der Vergleich zum offensichtlichen Vorbild Babel lässt die Defizite deutlich hervortreten.“

## Auszeichnungen
Der Film wurde zum Wettbewerb um den Goldenen Bären zur Berlinale 2009 eingeladen, ging bei der Preisvergabe allerdings leer aus.